# 유럽 고속도로 11호선
유럽 고속도로 11호선(E11, European route E11)은 프랑스 오를레앙에서 출발하여 베지에까지 이어주는 총 연장 625 km의 거리를 가진 국제 E-road 네트워크 고속도로망이다. 그러나 이 고속도로는 유럽 고속도로 32호선이 전 구간 영국에 다니듯이 이 도로도 전선 프랑스를 남북으로 종단하고 있으며 한국으로 비유하자고 하면 경부고속도로와 흡사한 구조를 가지고 있어, 해당 도로의 노선을 겸용하고 있는 도로는 오토루트 71호선과 오토루트 75호선을 전부 차지하고 있다. 